# Яблоновка (Юрьевский район)
Яблоновка (укр. Яблунівка) — село, Чернявщинский сельский совет, Юрьевский район, Днепропетровская область, Украина.
Код КОАТУУ — 1225988011. Население по переписи 2001 года составляло 43 человека .

## Географическое положение
Село Яблоновка находится на правом берегу канала Днепр — Донбасс, выше по течению на расстоянии в 3 км расположено село Терны, ниже по течению на расстоянии в 0,5 км расположено село Запаровка (Лозовской район).